# اگواس بوئناس، پورتوریکو
اگواس بوئناس، پورتو ریکو (به انگلیسی: Aguas Buenas, Puerto Rico) یک سکونتگاه مسکونی در ایالات متحده آمریکا است که در پورتوریکو واقع شده‌است.

## خصوصیات
اگواس بوئناس ۷۸٫۰۱ کیلومترمربع مساحت و ۲۸٬۶۵۹ نفر جمعیت دارد.